# Rivière Ha! Ha!
Rivière Ha! Ha! är ett vattendrag i Kanada.   Det ligger i provinsen Québec, i den östra delen av landet, 1 400 km öster om huvudstaden Ottawa. Rivière Ha! Ha! ligger vid sjön Lac Monger.
Trakten runt Rivière Ha! Ha! består huvudsakligen av våtmarker.